# Ceratophysella gravesi
Ceratophysella gravesi är en urinsektsart som beskrevs av John L. Wray 1971. Ceratophysella gravesi ingår i släktet Ceratophysella och familjen Hypogastruridae. Inga underarter finns listade i Catalogue of Life.